# Abitibi-Témiscamingue

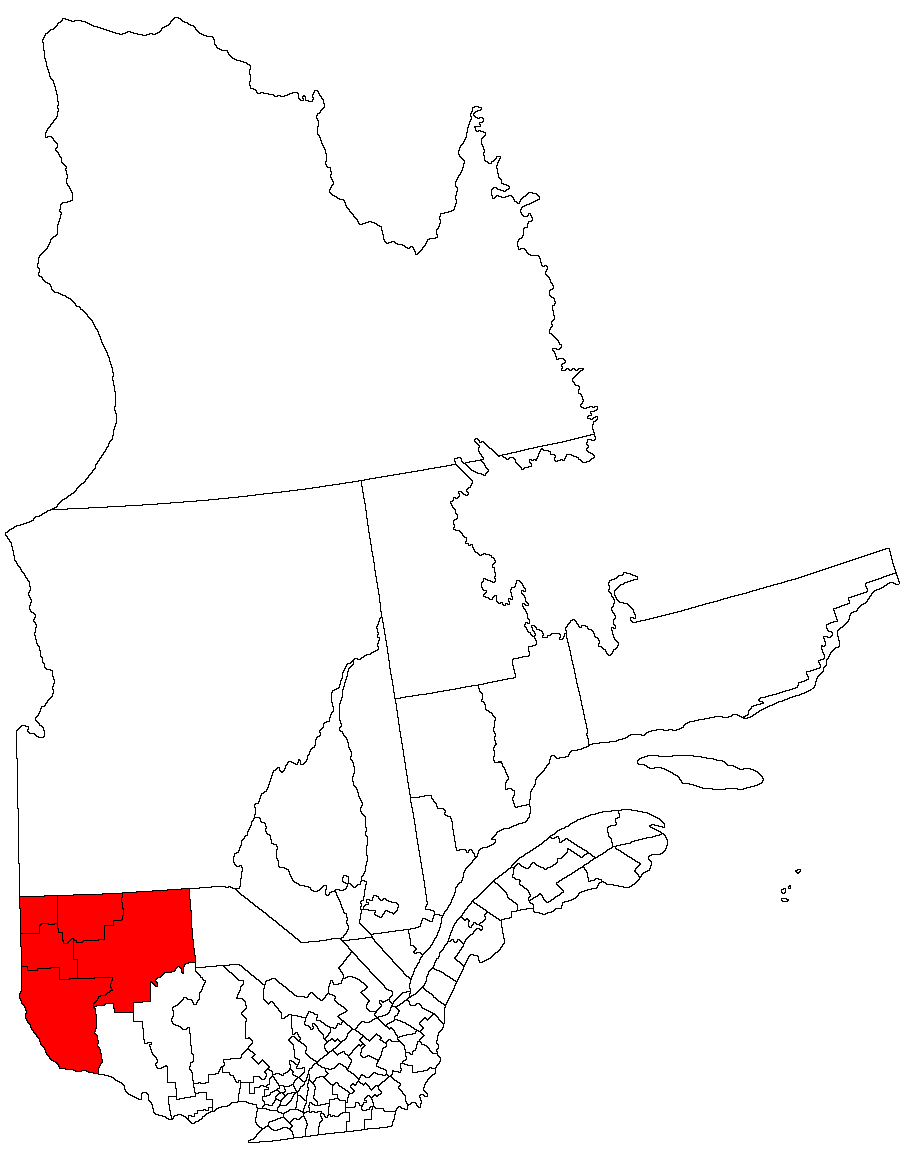
Localização da região administrativa de Abitibi-Témiscamingue no Quebec.

O Abitibi-Témiscamingue é uma região administrativa da província canadense do Quebec. Segundo o censo canadense de 2001, a região possui 57 340 km², 145 321 habitantes e uma densidade demográfica de 2,5 hab./km². Está dividida em 4 regionalidades municipais e em 79 municípios.

## Subdivisões

### Município Regional de Condado
- Abitibi
- Abitibi-Ouest
- La Vallée-de-l'Or
- Témiscamingue

### Cidade Independente
- Rouyn-Noranda

### Reservas Indígenas
- Kebaowek
- Lac-Simon
- Pikogan
- Timiskaming